# Hémimélie fibulaire
 Mise en garde médicale
L'hémimélie fibulaire est une malformation congénitale longitudinale des membres caractérisé par l'absence partielle ou complète du péroné.
La prévalence est estimée à 1/50 000. Une légère surreprésentation masculine a été rapportée dans certaines études, mais dans d'autres la répartition est la même pour les deux sexes.

## Référence
- Description médicale sur Orphanet